# Dekanat Vlašim
Dekanat Vlašim – jeden z 14 dekanatów rzymskokatolickich wchodzących w skład archidiecezji praskiej w Czechach. 
Według danych na styczeń 2016 roku, w jego skład wchodziło 9 parafii. 

## Lista parafii
Źródło:
| Lp. | Miejscowość            | Parafia                                        | Proboszcz                          | Kościół                                                                   | Grafika |
| --- | ---------------------- | ---------------------------------------------- | ---------------------------------- | ------------------------------------------------------------------------- | ------- |
| 1   | Čechtice               | Parafia św. Jakuba Starszego Apostoła          | Mgr. Tomáš Filip Kábele, DiS.      | Kościół św. Jakuba Starszego Apostoła w Čechticach                        |         |
| 2   | Divišov                | Parafia św. Bartłomieja Apostoła               | ThDr. Miloslav Kněz                | Kościół św. Bartłomieja Apostoła w Divišovie                              |         |
| 3   | Hrádek                 | Parafia św. Mateusza                           | P. Jiří Ptáček MIC                 | Kościół św. Mateusza w Hrádku                                             |         |
| 4   | Keblov                 | Parafia Wniebowzięcia Najświętszej Maryi Panny | P. Maximilián Roman Rylko O.Praem. | Kościół Wniebowzięcia Najświętszej Maryi Panny w Keblovie                 |         |
| 5   | Louňovice pod Blaníkem | Parafia Wniebowzięcia Najświętszej Maryi Panny | František Říha                     | Kościół Wniebowzięcia Najświętszej Maryi Panny w Louňovicach pod Blaníkem |         |
| 6   | Veliš u Vlašimi        | Parafia św. Józefa                             | Petr Havlík                        | Kościół św. Józefa w Velišy u Vlašimi                                     |         |
| 7   | Vlašim                 | Parafia św. Jerzego, męczennika                | MgA. Mgr. Jaroslav Konečný         | Kościół św. Jerzego we Vlašimi                                            |         |
| 8   | Zdislavice             | Parafia Świętych Apostołów Piotra i Pawła      | Mgr. Bc. Jan Primus                | Kościół Świętych Apostołów Piotra i Pawła w Zdislavicach                  |         |
| 9   | Zruč nad Sázavou       | Parafia Podwyższenia Krzyża Świętego           | ThLic. Jarosław Ścieraszewski      | Kościół Podwyższenia Krzyża Świętego w Zručy nad Sázavou                  |         |